# Arthur Steel-Maitland

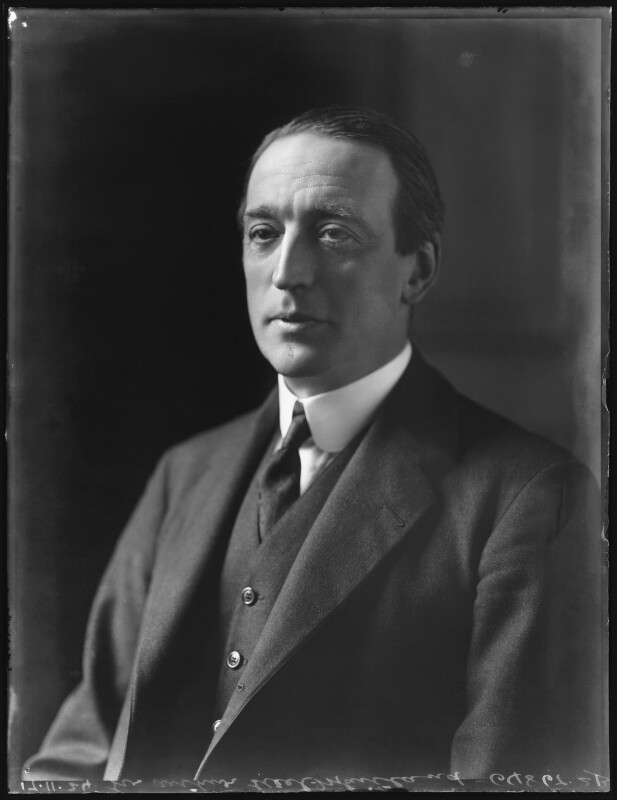
Arthur Steel-Maitland (1924)

Sir Arthur Herbert Drummond Ramsay-Steel-Maitland, 1. Baronet, PC (Geburtsname: Arthur Herbert Drummond Steel; * 5. Juli 1876; † 30. März 1935 in Rye, Sussex, England) war ein britischer Politiker der Conservative Party, der unter anderem zwischen 1910 und seinem Tode 1935 mit einer kurzen Unterbrechung Mitglied des Unterhauses (House of Commons) sowie von 1911 bis 1916 erster Vorsitzender der Conservative Party war. Er fungierte von 1924 bis 1929 im zweiten Kabinett von Premierminister Stanley Baldwin als Arbeitsminister.

## Leben

### Familiäre Herkunft, Studien und Familie
Arthur Herbert Drummond Ramsay Steel-Maitland, als Arthur Herbert Drummond Steel geborener zweiter Sohn des in der Präsidentschaft Bengalen in Britisch-Indien dienenden Oberst Edward Harris Steel und dessen Ehefrau Emmeline Drummond, absolvierte nach dem Besuch der renommierten 1567 gegründeten Rugby School ein Studium der Fächer Klassische Altertumswissenschaft, Philosophie der Antike und Rechtswissenschaft am Balliol College der University of Oxford. Er schloss sein Studium der Literae humaniores 1899 sowie der Rechtswissenschaft 1900 jeweils mit Auszeichnung ab. 1899 erhielt er das nach John Scott, 1. Earl of Eldon benannte Stipendium (Eldon Law Scholarship) der University of Oxford und war auch Präsident der Oxford Union sowie 1900 Fellow des All Souls College. 1900 begann er in London die Ausbildung zum Rechtsanwalt, schloss diese jedoch nicht ab. Stattdessen begann er ein Studium an der 1895 neu gegründeten London School of Economics (LSE).
Am 10. Juli 1901 heiratete er Mary Ramsay-Gibson-Maitland (1871–1944), Tochter von Sir James Ramsay-Gibson-Maitland, 4. Baronet, und Erbin der Ländereien Bainton in Midlothian und der historischen Domänen Bannockburn und Sauchie in Stirlingshire. Bei seiner Heirat änderte Steel seinen Namen mit Königlicher Lizenz in Ramsay-Steel-Maitland und war danach allgemein einfach als Steel-Maitland bekannt. Das Sauchie-Anwesen sollte das Haupthaus der Familie werden, aber sie erwarben auch eine Londoner Residenz am Cadogan Square. Aus der Ehe gingen zwei Söhne und zwei Töchter hervor.

### Kirchliches Engagement, Privatsekretär von Schatzkanzlern und erfolglose Unterhauskandidatur

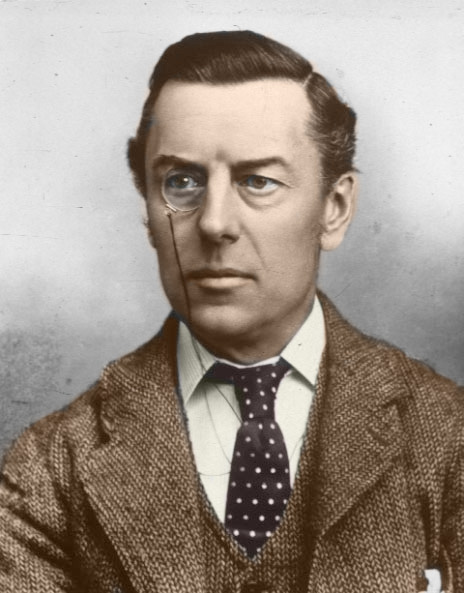
Im Oktober 1903 wurde Steel-Maitland Privatsekretär von Schatzkanzler Joseph Chamberlain.

Steel-Maitland, der 1902 zum Presbyter (Elder) der Kirchengemeinde St. Ninian’s der Church of Scotland gewählt wurde, übernahm im Oktober 1902 den Posten als Privatsekretär von Schatzkanzler Charles Ritchie, trat allerdings von dieser Funktion bereits 1903 zurück als Ritchie im Haushalt einen Zoll auf Mais von 1 Shilling aufhob, den Kolonialminister Joseph Chamberlain für Zwecke der imperialen Vorhaben in den Kolonien verwenden wollte. Sechs Jahre später hatte er Gelegenheit, diese Aktion zu diskutieren, und stellte mit Stolz fest, dass „ich als Zollreformer Mr. Ritchie verließ, als er die Maissteuer aufhob“ (‚as a Tariff Reformer I left Mr. Ritchie when he took off the corn duty‘), und dass „meine erste formelle Kündigung aufgrund der Zollreformpolitik war“ (‚mine was the first formal resignation on account of the tariff reform policy‘). 1906 wurde er ferner Mitglied der Generalversammlung (General Assembly) der Church of Scotland. Nachdem Austen Chamberlain am 9. Oktober 1903 Ritchies Nachfolger als Schatzkanzler wurde, wurde er dessen Privatsekretär.
Bei der Unterhauswahl vom 12. Januar bis 10. Februar 1906 bewarb sich Steel-Maitland im Wahlkreis Rugby für die konservativen Tories für ein Mandat im Unterhaus, unterlag mit 4.909 Stimmen (48,7 Prozent) allerdings dem Wahlkreisinhaber der Liberal Party Corrie Grant, der 5.181 Stimmen (51,3 Prozent) erhielt. Wie viele der jüngeren Generation der Konservativen war er ein Bewunderer von Joseph Chamberlain und ein Anhänger der Zollreform. Tatsächlich wurde er Mitglied der geheimen „extremen“ Zollreformgruppe, die als „Konföderation“ bekannt ist. Er hatte jedoch andere politische Interessen und insbesondere die Sozialpolitik. Zwischen 1906 und 1910 organisierte er am All Souls College Seminare zu sozialen Fragen für konservative Politiker und Schriftsteller. 1907 wurde er zum stellvertretenden Kommissar der Armenrechtskommission (Poor Law Commission) ernannt und führte gemeinsam mit Rose Squire eine Untersuchung des Gelegenheitsarbeiterproblems, der Arbeitslosigkeit und der Wohnbedingungen durch. Er führte auch mit Norman Chamberlain eine landesweite Untersuchung über Probleme der „Jungenarbeit“ durch und trug einen Aufsatz über Arbeitsfragen zur Sammlung konservativer Aufsätze, The New Order (1908), bei. 1908 reiste er als Sekretär von Alfred Milner, 1. Viscount Milner nach Kanada, eine Erfahrung, die das Interesse von ihm an imperialen Problemen festigte und eine Bindung zwischen den beiden Männern schmiedete. 1910 wurde er Presbyter der in der Londoner Pont Street liegenden Kirche St. Columba.

### Unterhausabgeordneter und Vorsitzender der Konservativen Partei

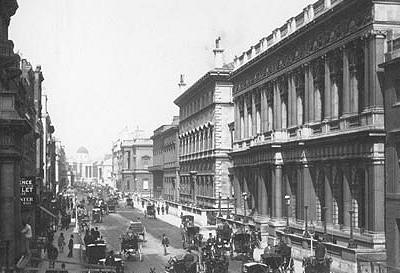
Der Carlton Club, Treffpunkt der konservativen Abgeordneten beim sogenannten „Carlton Club-Treffen“ am 13. November 1911.

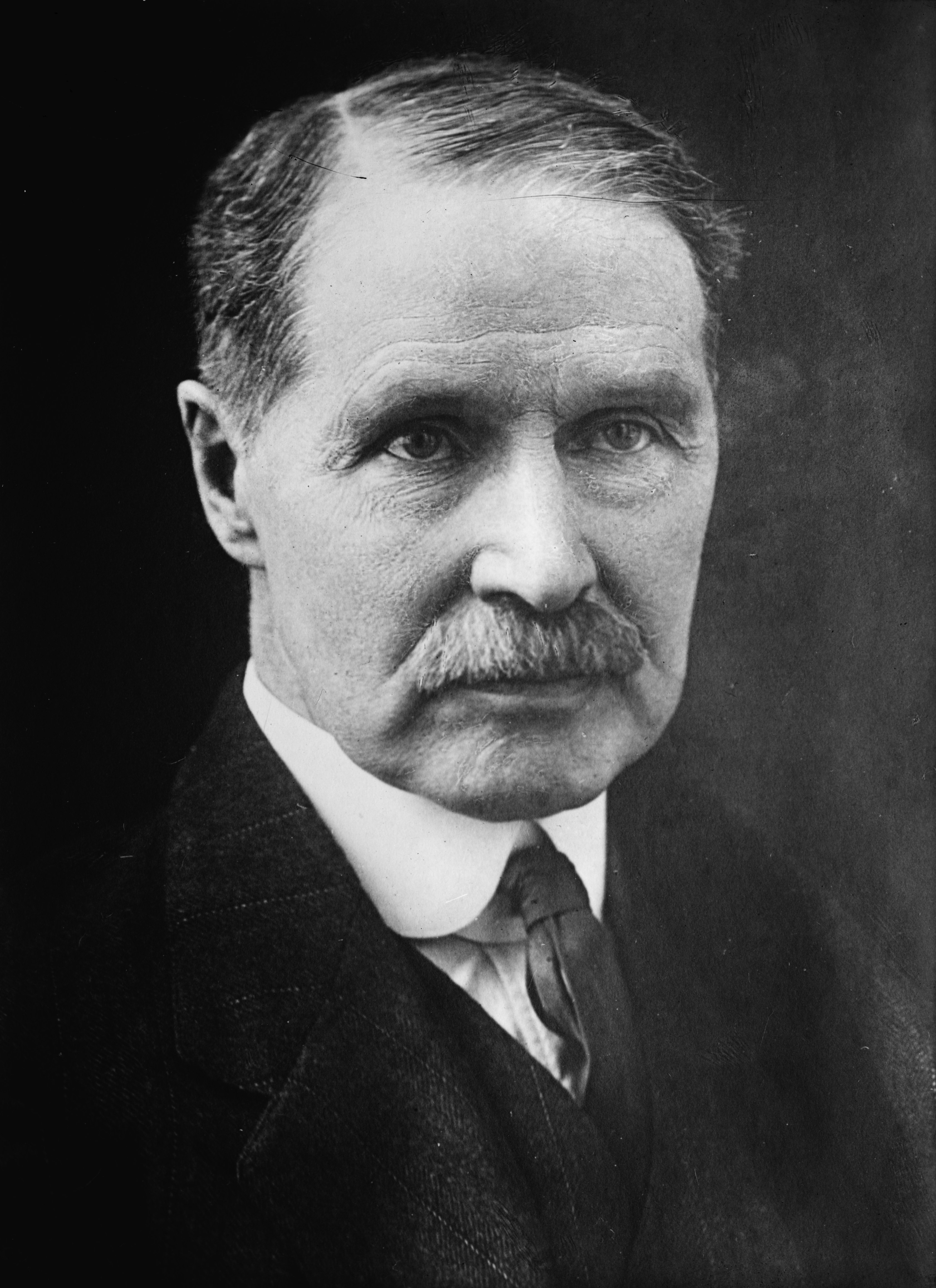
Andrew Bonar Law, der beim Carlton-Club-Treffen 1911 als Außenseiter zum Parteiführer (Leader) der Konservativen Partei gewählt wurde.

Bei der Unterhauswahl vom 15. Januar bis 10. Februar 1910 wurde Arthur Maitland-Steel im Wahlkreis Birmingham East für die Conservative Party erstmals zum Mitglied des Unterhauses (House of Commons) und hatte diesen Wahlkreis nach seiner Wiederwahl bei der Unterhauswahl vom 3. bis 19. Dezember 1910 bis zum 14. Dezember 1918 inne. Zugleich wurde er 1911 Direktor der United Dominions Trust Bank.
Zu dieser Zeit hatte er sich bereits einen Ruf als Experte für imperiale und sozial-, wirtschaftspolitische Fragen erworben und wurde weithin als kommender Mann in den Reihen der Konservativen angesehen. Sein Status in der Partei wurde im September 1911 bestätigt, als er als erster den neu geschaffenen Posten des Geschäftsführenden Vorsitzenden der Konservativen Partei (Chairman of the Conservative Party) übernahm. Als Vorsitzender leitete Steel-Maitland wichtige Änderungen in der Organisationsstruktur der Partei. Die konservative Zentrale wurde personell und räumlich erweitert. Ein Pressebüro wurde eingerichtet, um konservative Zeitungen mit Vorabkopien wichtiger Reden von Mitgliedern der Parteiführung zu versorgen, und die konservative Werbemaschinerie wurde weiter gestärkt als die Aktivitäten vieler zuvor autonomer konservativer Interessengruppen, wie der Antisozialistischen Union (Anti-Socialist Union), eingestellt wurden und durch das neue Zentralsystem der Partei koordiniert wurde. Er sorgte auch dafür, dass es zur etablierten Praxis wurde, Parlamentskandidaten lange vor einer Wahl aktiv im Amt zu haben.
Nur zwei Monate nach seinem Amtsantritt als Geschäftsführender Vorsitzender kam es am 13. November 1911 zum sogenannten „Carlton Club-Treffen“, ein formales Treffen der Parlamentsabgeordneten der Conservative Party. Es fand im namensgebenden Londoner Carlton Club statt, um dort nach dem Rücktritt des Parteivorsitzenden Arthur Balfour den neuen Vorsitzenden der konservativen Parteifraktion im Unterhaus zu wählen. Balfour hatte Anfang November 1911 seinen Parteivorsitz nach starker parteiinterner Kritik an seinem Führungsstil aufgegeben. Aufgrund einer Pattsituation zwischen den beiden führenden Kandidaten Austen Chamberlain und Walter Long kam es im Vorfeld des Treffens bereits zu internen Verhandlungen und Absprachen zwischen Parteimanagern und den führenden Kandidaten. Als Ergebnis dieser Absprachen wurde schließlich der Kompromisskandidat und klare Außenseiter Andrew Bonar Law zum neuen Vorsitzenden der konservativen Unterhausfraktion gekürt.
Das Amt des Chairman of the Conservative Party übte Maitland-Steel bis 1916 aus und wurde danach von George Younger abgelöst. Während seiner Zeit als Geschäftsführender Parteivorsitzender wurde der Posten als Dreh- und Angelpunkt für die Arbeit der Partei etabliert: Seine Reformen des Parteiapparats sollten der Partei in den Zwischenkriegsjahren von großem Nutzen sein und bis zu den von David Maxwell Fyfe in den späten 1940er Jahren eingeleiteten Reformen bestehen bleiben. Als Chairman war er auch stark an der Politikgestaltung interessiert und eine seiner ersten Aktionen war die Überwachung der Einrichtung des Unionist Social Reform Committee, eine Gruppe innerhalb der Konservativen Partei, die sich der Formulierung einer konservativen Politik der Sozialreform zwischen 1911 und 1914 widmete und „die früheste, detaillierte Diskussion über konservative Prinzipien in Bezug auf die Rolle des Staates bei der Bereitstellung von Sozialleistungen gesehen hatte“ (‚saw the earliest, detailed discussion of Conservative principles concerning the role of the State in the provision of social welfare‘).

### Juniorminister in den Kabinetten Asquith und Lloyd George sowie Baronet

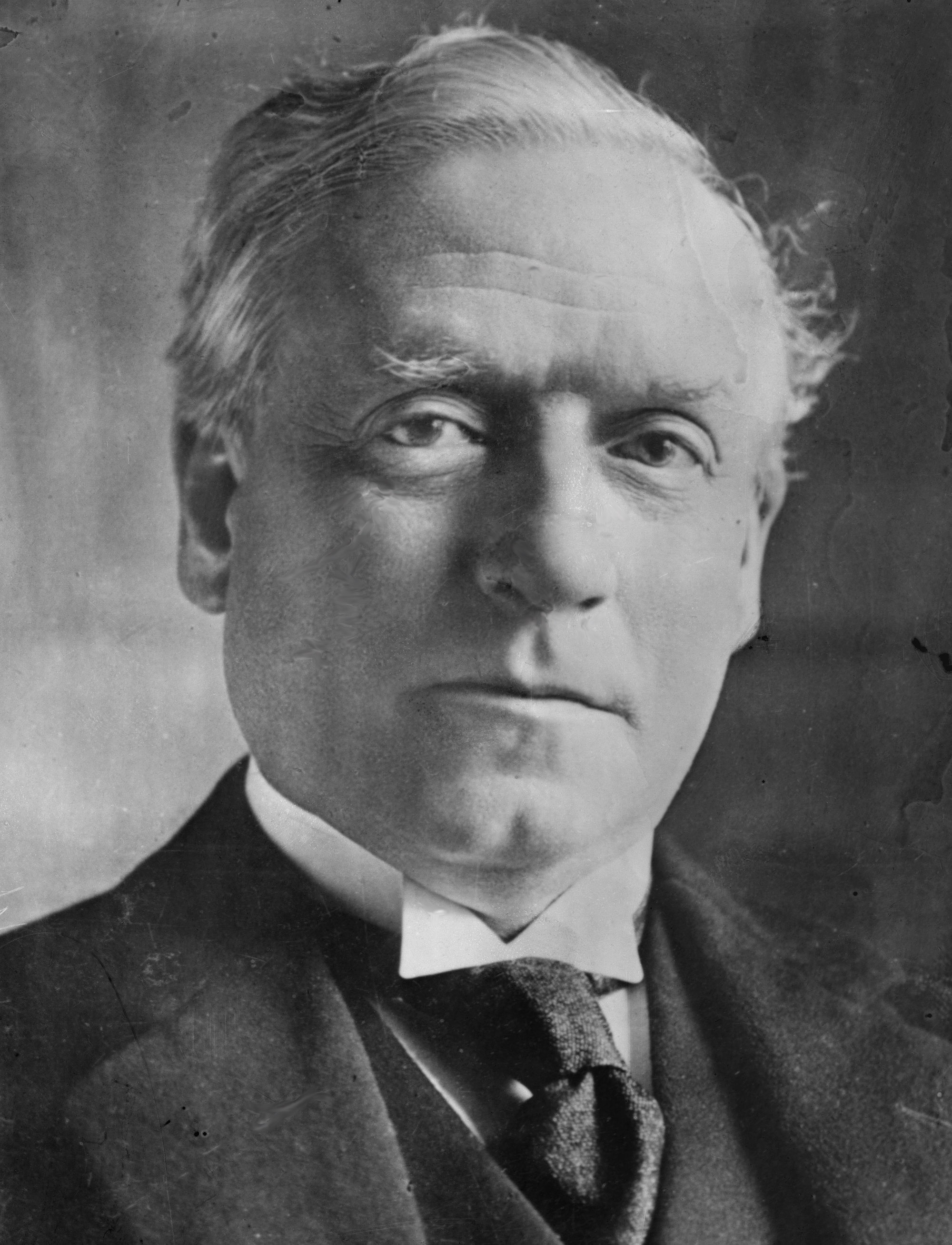
Im zweiten Kabinett von Premierminister Herbert Henry Asquith wurde Maitland-Steel 1915 Unterstaatssekretär im Kolonialministerium.

Am 25. Mai 1915 übernahm Arthur Steel-Maitland sein erstes Regierungsamt und wurde im zweiten Kabinett von Premierminister Herbert Henry Asquith zum Unterstaatssekretär im Kolonialministerium (Under-Secretary of State for the Colonies) ernannt. Diesen Posten als Unterstaatssekretär im Kolonialministerium bekleidete er zwischen dem 5. Dezember 1916 und dem 26. September 1917 auch im Kabinett Lloyd George. Er fand seinen Posten frustrierend und beklagte sich darüber, dass er ihm wenig Spielraum ließ, um seine Talente auszuüben. Andererseits wurde ihm am 13. Juli 1917 der erbliche Adelstitel eines Baronet, of Sauchie in the County of Stirling, verliehen.
Im Zuge einer Regierungsumbildung wurde er am 14. September 1917 Unterstaatssekretär im Außenministerium (Under-Secretary of State, Foreign Office) und war als solcher zugleich bis zu seiner Ablösung durch Hamar Greenwood am 29. April 1919 Parlamentarischer Sekretär für Überseehandel im Handelsministerium (Secretary for Overseas Trade, Board of Trade). In diesen Funktionen bemühte er sich intensiv um die Verbesserung des konsularischen Dienstes. Er trat von seinen Ämtern zurück, angeblich weil es ihm unmöglich schien, die Forderungen des Foreign Office und des Board of Trade zu überbrücken, obwohl es auch mit dem damals neu ernannten Präsidenten des Board of Trade, Auckland Geddes, zu Zerwürfnissen über die administrative Verantwortung für den Überseehandel gekommen war. Außerdem war Steel-Maitland verärgert darüber, dass das, was er als Versprechen auf einen Platz im Kabinett angesehen hatte, nicht eingehalten worden war. Nach seinem Ausscheiden aus dem Amt widmete er einen Großteil seiner Zeit seinen geschäftlichen Interessen als Direktor der United Dominions Trust Bank.

### Wiederwahlen ins Unterhaus
Ein halbes Jahr zuvor wurde Maitland-Steel bei der Unterhauswahl am 14. Dezember 1918 für die konservativen Tories im Wahlkreis Birmingham Erdington wieder zum Abgeordneten des Unterhauses gewählt und gehörte diesem nach seinen Wiederwahlen bei den darauffolgenden Unterhauswahlen am 15. November 1922, 6. Dezember 1923 und 9. Oktober 1924 bis zu seiner Niederlage bei der Unterhauswahl am 30. Mai 1929 an.
Kurz nach seinem Rücktritt als Unterstaatssekretär im Außenministerium und Parlamentarischer Sekretär für Überseehandel lud ihn sein alter Freund und Mentor Alfred Milner, 1. Viscount Milner, ein, Geschäftsführer des Bergbauunternehmens Rio Tinto Zinc zu werden. Er hatte diese Position bis 1924 inne. Zugleich war er aktiver Hinterbänkler (Backbencher) im Unterhaus und vertrat 1922 Neuseeland als Delegierter des Völkerbundes und arbeitete während der Chanakkrise 1922 mit dem Völkerbund an der Betreuung griechischer Flüchtlinge. Er war auch Präsident des parlamentarischen Beirats für industrielle und soziale Probleme und spielte eine wichtige Rolle bei der Ausarbeitung des Strafrechtsänderungsgesetzes von 1922 (Criminal Law Amendment Act) in Bezug auf Arbeitskonflikte. Im Februar 1922 verfasste er gemeinsam mit Robert Cecil ein kritisches Memorandum gegen die Regierung Lloyd George, das an die konservativen Abgeordneten der Hinterbänke verteilt wurde, und er schien gut aufgestellt zu sein, um vom Sturz der Koalitionsregierung am 19. Oktober 1922 zu profitieren. Im September 1922 war er krank geworden, und obwohl er seinen Sitz bei den Parlamentswahlen im November behielt, war er außer Gefecht gesetzt, als Andrew Bonar Law am 24. Oktober 1924 sein konservatives Kabinett bildete.

### Arbeitsminister im zweiten Kabinett Baldwin (1924 bis 1929)

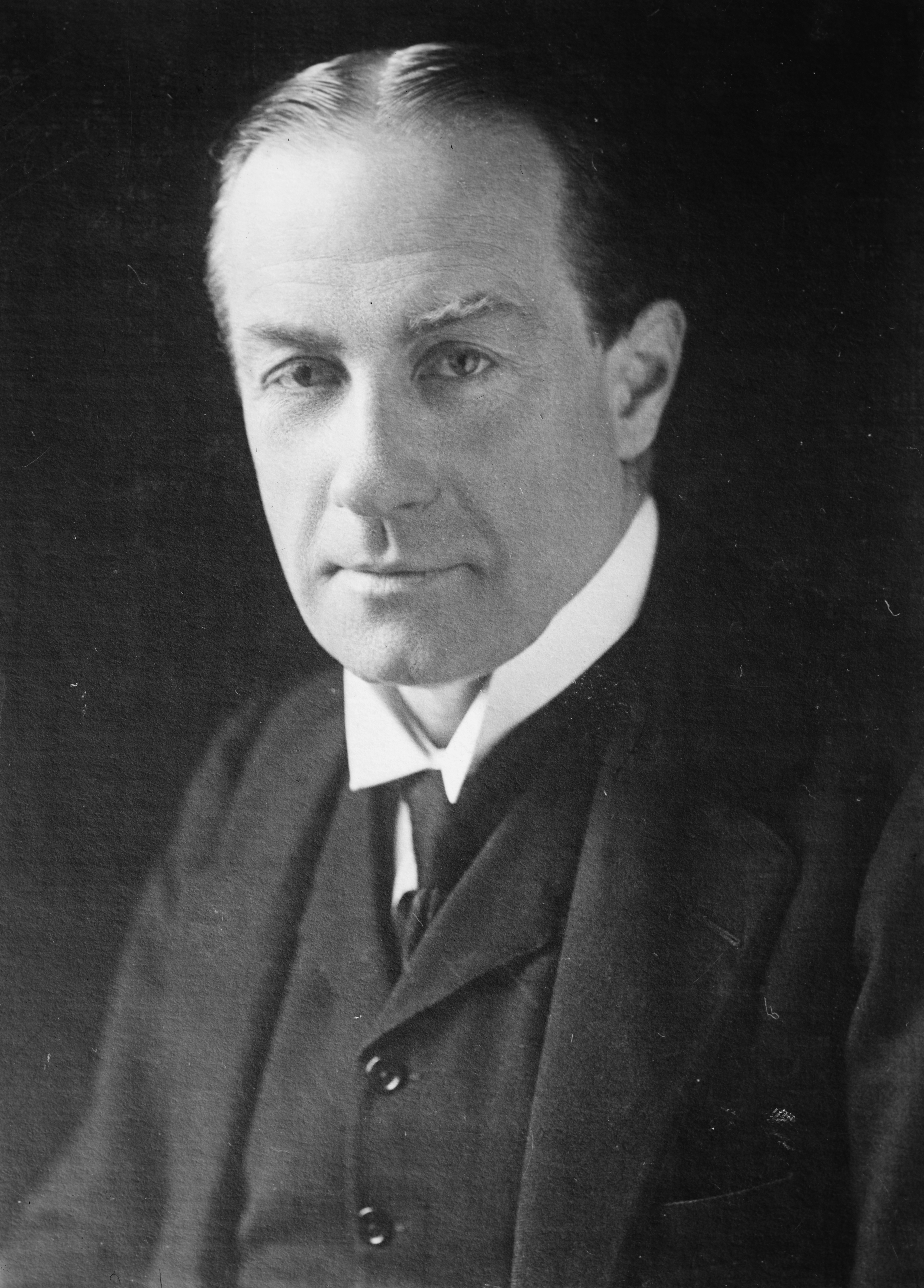
Im zweiten Kabinett von Premierminister Stanley Baldwin war Arthur Steel-Maitland von 1924 bis 1929 Arbeitsminister.

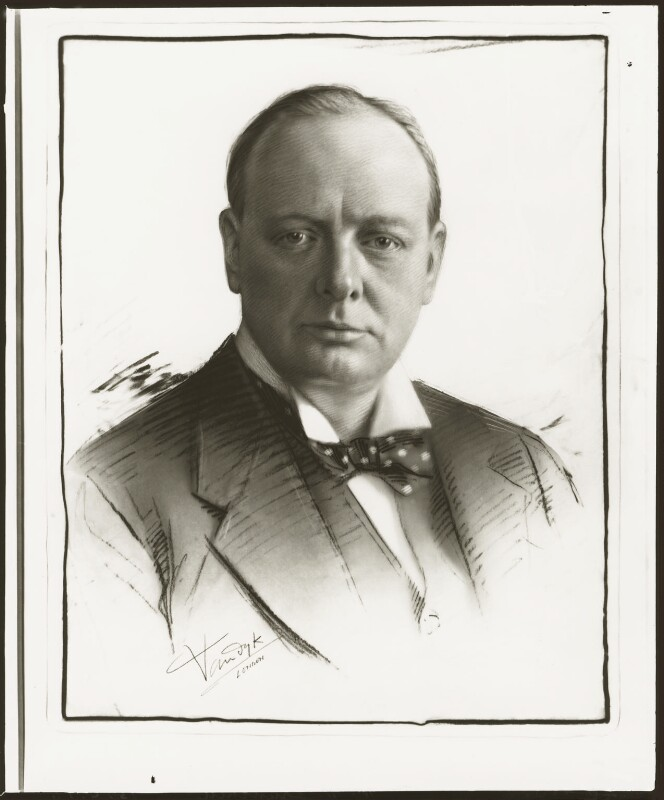
Während des Bergarbeiterstreiks 1926 stand Steel-Maitland Kabinettsmitgliedern wie Schatzkanzler Winston Churchill kritisch gegenüber.

Steel-Maitland war bis 1924 wieder gesund genug, um eine aktive politische Rolle wieder aufzunehmen, und als Stanley Baldwin die konservativen Tories bei den Unterhauswahlen am 9. Oktober 1924 zum Sieg führte, akzeptierte Steel-Maitland am 6. November 1924 im zweiten Kabinett Baldwin den Posten als Arbeitsminister (Minister of Labour) und bekleidete diesen bis zum Ende von Baldwins Amtszeit am 4. Juni 1929. Er war jedoch nicht Baldwins erste Wahl für den Posten, und ihm wurde das Amt auf Vorschlag von Neville Chamberlain erst angeboten, nachdem Sir Robert Horne dieses abgelehnt hatte. Zugleich wurde er am 7. November 1924 auch zum Mitglied des Geheimen Kronrates (Privy Council) berufen.
Während des Bergwerksstreits und des darauffolgenden Generalstreiks 1925 und 1926 gehörte er nicht zu den „Falken“ des Kabinetts. Obwohl er die Position der Bergleute für unvernünftig hielt und die von Herbert Samuel geleitete Samuel-Kommission wegen zu großer Sympathie für ihren Fall kritisierte, war er auch verärgert über die Unnachgiebigkeit der Kohlebergwerksbesitzer. Er war der Ansicht, dass die Lösung für die Probleme der Bergbauindustrie und tatsächlich vieler anderer britischer Industrien in einer umfassenden Umstrukturierung liege, und stand daher Kabinettsmitgliedern wie Schatzkanzler Winston Churchill kritisch gegenüber, die seiner Meinung nach eher politische als industrielle Ziele verfolgten. Von Natur aus und aus Überzeugung ein Schlichter, wollte Steel-Maitland, dass die Regierung als „ehrlicher Vermittler“ an der industriellen Front agierte.
1926 leitete Arthur Steel-Maitland eine internationale Konvention über Arbeitszeiten und war enttäuscht, als die Vorschläge der Konvention für standardisierte, kürzere Arbeitszeiten von der britischen Regierung nicht ratifiziert wurden. Ebenso enttäuscht war er über das Scheitern der sogenannten „Mond-Turner-Gespräche“ zwischen den Arbeitgebern unter Leitung von Sir Alfred Mond und den Gewerkschaften unter Führung von Ben Turner 1928/29, die er als Zeichen dafür gesehen hatte, dass Arbeitgeber und Arbeitnehmer eine konstruktive Beziehung zum Nutzen der gesamten Industrie erreichen könnten.
Das Problem der Arbeitslosigkeit beschäftigte ihn sehr und er suchte sowohl Heil- als auch Linderungsmittel. Seine wichtigste gesetzgeberische Errungenschaft als Arbeitsminister, das Arbeitslosenversicherungsgesetz von 1927 (Unemployment Insurance Act), erweiterte den Umfang des Versicherungsschutzes, versuchte aber gleichzeitig, „Müßiggänger“ (idlers) abzuschrecken. Er war auch der Hauptarchitekt der Behörde für industrielle Übertragung (Industrial Transference Board), das im Januar 1928 gegründet wurde und darauf abzielte, die Bewegung arbeitsloser Arbeiter aus benachteiligten in wohlhabendere Gebiete zu erleichtern. Faszinierenderweise war er eines der ersten Mitglieder der konservativen Hierarchie, das die Vorschläge von John Maynard Keynes für umfangreiche öffentliche Arbeiten als Lösung für die Arbeitslosigkeit im Detail untersuchte, obwohl er Keynes Ideen skeptisch gegenüberstand und sich weiterhin für eine „solide Finanzierung“ (sound finance) einsetzte. Sein Interesse an und sein Verständnis für Wirtschaftstheorien führten dazu, dass er eine flexiblere Position einnahm als die meisten Konservativen und tatsächlich andere Politiker der Zeit. Seine skeptische, aber differenzierte Herangehensweise an Vorschläge zur Lösung des Arbeitslosenproblems kam in The Trade Crisis and the Way out (1931) zum Ausdruck, einem Nachdruck von Artikeln, die er im November und Dezember 1930 für The Observer verfasst hatte.

### Wahlniederlage sowie Nachwahl 1929 und Hinterbänkler
Steel-Maitland verlor seinen Sitz bei der Unterhauswahl am 30. Mai 1929, als er von seinem Gegner Charles Simmons von der Labour Party mit 20.665 Stimmen (43,5 Prozent) zu 20.532 Stimmen (43,1 Prozent) knapp besiegt wurde. Wenige Monate später wurde er allerdings bei einer Nachwahl (By-election) im Wahlkreis Tamworth mit 23.495 Stimmen (64,8 Prozent) als Nachfolger von Edward Iliffe, 1. Baron Iliffe wieder zum Mitglied des House of Commons gewählt, dem er nunmehr nach seinen Wiederwahlen bei der Unterhauswahl am 27. Oktober 1931 bis zu seinem Tod am 30. März 1935 angehörte.
Während der zweijährigen Opposition der Konservativen von 1929 bis 1931 beteiligte er sich nicht an den Intrigen gegen Baldwin: „Ich kann nicht falsch spielen“ (‚I cannot play false‘). Seine politische Ehrlichkeit wurde jedoch nicht durch das Angebot eines Kabinettspostens in Ramsay MacDonalds konservativ dominierter Nationaler Regierung belohnt, und als sein ehemaliger Parlamentarischer Sekretär, Sir Henry Betterton, zum Arbeitsminister ernannt wurde, kam noch eine Beleidigung hinzu. Steel-Maitland wurde zu einem weitgehend inaktiven, fast distanzierten Hinterbänkler der Regierung, der sich selten in die Debatten des Unterhauses einmischte. Im Sommer 1933 wurde er von der Rockefeller-Stiftung eingeladen, eine viermonatige Reise durch die Vereinigten Staaten zu unternehmen, und seine dortigen Beobachtungen führten zu einer weitgehend wohlwollenden Darstellung von Franklin D. Roosevelts New-Deal-Experimenten in seinem Buch The New America (1934).

### Tod, Nachkommen, Würdigungen und Nachwirkungen

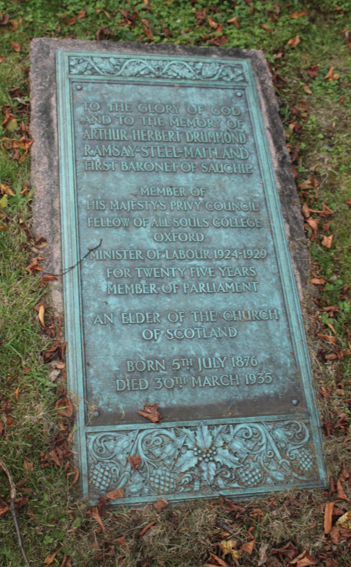
Grabstätte von Sir Arthur Steel-Maitland auf dem St Ninian’s Churchyard in Stirling.

Am 30. März 1935 ging Steel-Maitland nach Rye in Sussex, um mit seinen Freunden N. R. Swann, Sir Assheton Pownall und E. R. Peacock Golf zu spielen, und nachdem er einen nahezu perfekten Drive gespielt hatte, brach er zusammen und starb an einem Herzinfarkt. Seine Trauerfeier fand am 2. April 1935 in St. Columba statt und er wurde am nächsten Tag in der St. Ninian’s Church in Stirling beigesetzt. Am 4. April 1935 fand in St. Margaret’s, Westminster, ein Gedenkgottesdienst statt. Seine Frau Mary Ramsay-Gibson-Maitland (1871–1944), mit der er zwei Söhne und zwei Töchter hatte,m überlebte ihn. Sein Sohn Arthur James Drummond (1902–1960) erbte seinen Titel als 2. Baronet und sein Vermögen.
Steel-Maitland, der als „ein enttäuschter Mann“ (‚a disappointed man‘) beschrieben wurde, schien alle Eigenschaften zu haben, um die höchste Ebene in der Politik zu erreichen: „groß und gutaussehend“ (‚tall and well looking‘), er war ein ausgezeichneter Athlet und gesellig, sogar clubtauglich, mit einem Ruf für Integrität. Er besaß einen scharfen Intellekt und war in einer Vielzahl von Fächern, insbesondere in Wirtschaftswissenschaften, versiert. Dennoch stieg er politisch nie über die mittleren Ränge auf und wurde mit fünfundfünfzig effektiv entlassen. Sein Ausschluss aus der Nationalregierung mag darauf zurückzuführen sein, dass er Baldwin im Juli 1931 davon abgeraten hatte, einer solchen Regierung beizutreten, aber er war nicht der einzige führende Konservative, der diese Haltung einnahm. Persönlichere Faktoren waren am Werk, um seine Ambitionen zu vereiteln. Leopold Stennett Amery, ein alter Verbündeter aus den Tagen der Zollreformkampagne, bemerkte: „Ich glaube nicht, dass er im Leben viel mehr erreicht hätte. Er war zu unverbindlich, und es gab etwas in seiner Art, das seiner natürlichen Freundlichkeit nie ganz gerecht wurde“ (‚I do not think he would have achieved much more in life. He was too non-committal, and there was something in his manner that never quite did justice to his natural kindness‘). Seine Schwäche als Redner im Unterhaus war bekannt. J. C. C. Davidson berichtete im September 1926, dass eine Rede von Steel-Maitland über die Situation in den Kohlenrevieren allgemein als „beklagenswert“ (‚deplorable‘) angesehen wurde und dass eine andere seiner Äußerungen „nicht überzeugend und weitschweifig“ (unconvincing and rambling) gewesen war. Selbst eine allgemein sympathische Figur, Leo Amery, beschrieb eine Rede von ihm über Zolltarife im Januar 1930 als „inkohärent“ (incoherent). Er erlangte auch den Ruf, als Minister ineffektiv zu sein, obwohl dies möglicherweise ein verschlüsselter Hinweis auf seine mangelnde Bereitschaft war, gegen die Gewerkschaftsbewegung in die Offensive zu gehen. Seine Klugheit, insbesondere auf dem Gebiet der Ökonomie, mag in einer Partei, die zu seiner Zeit den Intellektuellen gegenüber misstrauisch war, nicht gerade von Vorteil gewesen sein. Trotzdem war Steel-Maitland eine wichtige und faszinierende Figur. Als konservativer Intellektueller sind seine Ideen zu wirtschaftlichen und sozialen Fragen und Arbeitsbeziehungen wichtige Maßstäbe für jede ernsthafte Untersuchung konservativer Ideen zu diesen Themen, und sie waren Gegenstand einer positiven Würdigung durch den Direktor der London School of Economics and Political Science (LSE), William Henry Beveridge. The Daily Telegraph beschrieb Steel-Maitland als „zu menschlich“ (‚too human‘)., und sicherlich muss er der einzige Kabinettsminister sein, der sich als Down-and-out verkleidet hat, um den Betrieb von Arbeitsvermittlungen zu untersuchen, was er auch tat, als er Arbeitsminister war.

## Veröffentlichungen
- The Trade Crisis and the Way out (1931)
- The New America (1934)

## Hintergrundliteratur
- R. R. James (Hrsg.): Memoirs of a Conservative. J. C. C. Davidson’s memoirs and papers, 1910–37 (1969)
- J. Ramsden: The age of Balfour and Baldwin, 1902–1940 (1978)
- J. Barnes, D. Nicholson (Hrsg.): The empire at bay: the Leo Amery diaries, 1929–1945 (1988)
- P. Williamson: National crisis and national government. British politics, the economy and empire, 1926–1932 (1992)
- E. H. H. Green: The crisis of conservatism: the politics, economics and ideology of the Conservative Party, 1880–1914 (1995)